# Agra (Kansas)
Agra è un comune degli Stati Uniti d'America, situato nello Stato del Kansas, nella contea di Phillips.